# Florentino Chávez
Jesús Florentino Chávez Valles (Chihuahua, 15 gennaio 1971) è un ex cestista messicano.

## Carriera
Con il Messico ha disputato due edizioni dei Campionati americani (1997, 2001).